# Mondovìs katolska stift
Mondovìs katolska stift är ett stift inom Romersk-katolska kyrkan. Stiftet består av sju orter i provinsen Lodi och inrättades på 1300-talet av påve Urban VI.
Biskop i stiftet, och därmed för katolska kyrkan i Mondovì, är sedan 2017 Egidio Miragoli.